# Pogoniulus makawai
El barbudo de pecho blanco (Pogoniulus makawai) es una especie de ave de la familia de los barbudos africanos (Lybiidae). Esta especie es originaria de los matorrales subtropicales y tropicales de Zambia.